# 安赫爾德拉瓜爾達島

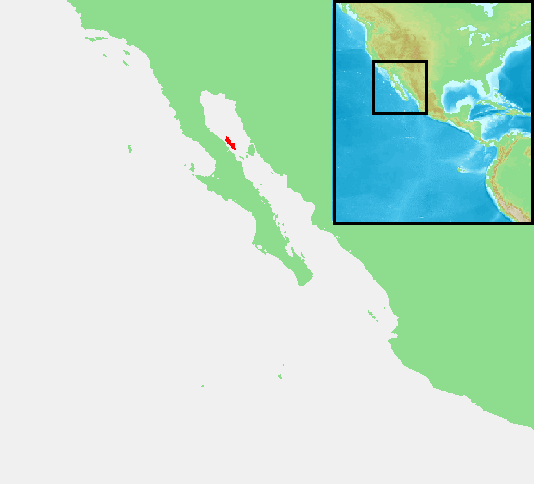

安赫爾德拉瓜爾達島是墨西哥的島嶼，位於加利福尼亞灣，由下加利福尼亞州負責管轄，長69公里、寬21公里，面積931平方公里，最高點海拔高度1,315米，島上無人居住。

## 外部連結
- The Columbia Gazetteer of North America
- Desert USA （页面存档备份，存于）

29°15′36″N 113°22′13″W / 29.26000°N 113.37028°W